# Julija Alexandrowna Kalinowskaja
Julija Alexandrowna Kalinowskaja (russisch Юлия Александровна Калиновская; * 27. Februar 1983 in Astrachan) ist eine ehemalige russische Ruderin.

## Karriere
2004 nahm sie an den Olympischen Spielen in Athen teil. Mit Olga Samulenkowa belegte sie im Doppelzweier den zehnten Platz. Bei den Ruder-Europameisterschaften 2008 gewann sie mit Larissa Merk, Oksana Dorodnowa und Olga Samulenkowa die Silbermedaille. 2008 belegte sie den 7. Platz bei den Olympischen Spielen in Peking im Doppelvierer.
2015 in Posen wurde Kalinowskaja Europameisterin mit dem russischen Achter.
Kalinowskaja gewann 2003, 2005, 2006 und 2007 russische Meisterschaften.

## Auszeichnungen
- 2000:  Verdienter Meister des Sports in Russland[2]